# Physochlaina praealta
Physochlaina praealta ist eine Pflanzenart aus der Gattung der Physochlaina in der Familie der Nachtschattengewächse (Solanaceae).

## Beschreibung
Physochlaina praealta ist eine 30 bis 50 cm hohe Pflanze. Die Wurzeln sind drehrund und messen etwa 2 cm im Durchmesser. Die Stängel sind stark verzweigt und drüsig behaart. Die Laubblätter besitzen einen 1 bis 6 cm langen Blattstiel, sowie eine eiförmige, eiförmig-elliptisch, eiförmig-dreieckige oder dreieckige Blattspreite mit einer Länge von 4 bis 13 cm und einer Breite von 3 bis 8 cm. Sie ist spärlich drüsig behaart, an der Basis keilförmig, herzförmig oder gelegentlich auch angeschnitten, nach vorn ist sie stumpf oder leicht spitz. Der Blattrand ist ganzrandig und geschwungen.
Die Blütenstände sind Rispen aus wenigen Blüten, sie werden von laubblattartigen Tragblättern mit einer Länge von 0,5 bis 1,5 cm begleitet. Die Blütenstiele sind 1 bis 1,5 cm lang. Der Kelch ist kurz glockenförmig oder röhrenförmig-urnenförmig, drüsig behaart, etwa 6 mm lang und 5 mm breit. Er ist mit etwa 2 mm langen, dreieckigen Zipfeln besetzt. Die Krone ist gelb gefärbt und weist eine purpurne Aderung auf. Sie ist glocken- oder röhrig-glockenförmig und etwa 2 bis 3 cm lang. Die Staubblätter sind etwas ungleich gestaltet und stehen über die Krone hinaus. Die Staubbeutel sind 2 mm lang. Der Griffel steht über die Krone hinaus.
An der Frucht wird der Kelch dick, röhrenförmig bis glocken- oder urnenförmig und 2,5 bis 3,5 cm lang. Nahe der Basis ist er leicht aufgeblasen, nach oben ist er verjüngt und röhrenförmig. Er ist mit aufrecht stehenden Zähnen besetzt, die nur leicht abspreizen, nahezu gleich lang sind und etwa 3,5 bis 6 mm erreichen. Die Frucht ist eine langgestreckte Kapsel mit einer Länge von 1,2 bis 1,5 cm. Die Samen sind fast nierenförmig, etwas eingedrückt und 3,5 × 2,5 mm groß.
Die Chromosomenzahl beträgt 2n = 42.

## Vorkommen
Die Art ist in Indien und Pakistan verbreitet. In Tibet wächst sie an Hängen in Höhenlagen von 4200 bis 4500 Metern Meereshöhe.